# Forbes' lijst van waardevolste merken

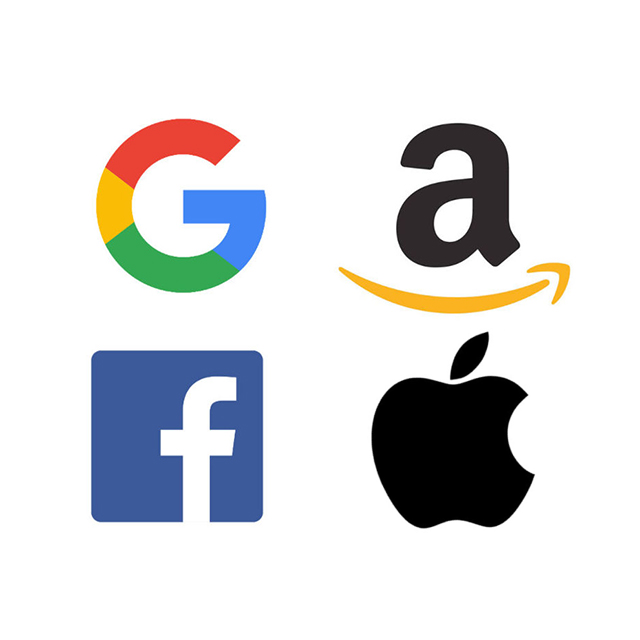
Beeldmerken van de 'grote vier' technologiebedrijven

Forbes' lijst van waardevolste merken (in het Engels The World's Most Valuable Brands geheten) is een ranglijst van het Amerikaanse zakentijdschrift Forbes. Hij werd jaarlijks gepubliceerd tussen 2010 en 2020.
De lijst telt enkel bedrijfs- en productnamen die aanwezig zijn op de Amerikaanse markt. De volgorde wordt bepaald aan de hand van de omzet en winst die ze genereren. Er wordt ook rekening gehouden met het kapitaal erachter, de belastingen in het land van herkomst en het belang van merken in de betreffende sector. In 2012 werd ook rekening gehouden met een consumentenenquête over het imago van de merken en werd ook gesproken over 'machtigste merken'.

## Top 10 van 2020
| Rang | Merk          | Waarde            |
| ---- | ------------- | ----------------- |
| 1    | Apple         | US$ 241,2 miljard |
| 2    | Google        | US$ 207,5 miljard |
| 3    | Microsoft     | US$ 162,9 miljard |
| 4    | Amazon        | US$ 135,4 miljard |
| 5    | Facebook      | US$ 70,3 miljard  |
| 6    | Coca-Cola     | US$ 64,4 miljard  |
| 7    | Disney        | US$ 61,3 miljard  |
| 8    | Samsung       | US$ 50,4 miljard  |
| 9    | Louis Vuitton | US$ 47,2 miljard  |
| 10   | McDonald's    | US$ 46,1 miljard  |

## Waardevolste merk per jaar
| Jaar | Merk  | Waarde            |
| ---- | ----- | ----------------- |
| 2020 | Apple | US$ 241,2 miljard |
| 2019 | Apple | US$ 206 miljard   |
| 2018 | Apple | US$ 182,8 miljard |
| 2017 | Apple | US$ 170 miljard   |
| 2016 | Apple | US$ 154,1 miljard |
| 2015 | Apple | US$ 145,3 miljard |
| 2014 | Apple | US$ 124,2 miljard |
| 2013 | Apple | US$ 104,3 miljard |
| 2012 | Apple | US$ 87,1 miljard  |
| 2010 | Apple | US$ 57,4 miljard  |